# Metasia mzabi
Metasia mzabi là một loài bướm đêm trong họ Crambidae.